# Pongrácz Zsuzsa
Pongrácz Zsuzsa (Budapest, 1919. április 6. – 2022. október 15.) magyar író, forgatókönyvíró, műfordító, újságíró.

## Életútja
Pongrácz György (1891–?) magánhivatalnok és Décsi Veronika (1895–1974) gyermekeként született zsidó értelmiségi családban. Dédapja hévízgyörki Héderváry Sámuel (1830–1922) főorvos, az újpesti kórház alapítója.
Az Országos Nőképző Egyesület Veres Pálné Leánygimnáziumában érettségizett. Sikeres érettségi vizsgájáról Az Újság is beszámolt, ahol riporteri kérdésre az újságírói pályát jelölte meg leendő hivatásaként.
1952-ben diplomázott az Eötvös Loránd Tudományegyetem BTK magyar irodalom szakon. A második világháború előtt francia nyelvórákat adott és fordított. Részt vett az ellenállási mozgalomban.
1945-ban a Szabadság napilapnál kezdett dolgozni. 1948-ig a Szabad Nép, 1948 és 1954 között a Világosság és az Esti Hírlap, 1954 és 1956 között a Művelt Nép munkatársa volt. 1958 és 1978 között a Filmvilág, 1978 és 1980 között a Filmszem, 1980 és 1989 között a Mozgó Képek újságírója volt.
Az Esős vasárnap és Családi kör című tévésorozat tanmeséinek a forgatókönyvírója volt.
A MÚOSZ tagja volt.

## Családja
Férje Baló László (1908–1987) újságíró volt. Gyermekeik: Baló György (1947–2019) televíziós újságíró, Baló Júlia (1952) szintén televíziós újságíró, Baló István (1954) dzsesszdobos.

## Művei
Könyvei
- Miért nem született meg? (Kossuth Kiadó, Budapest, 1958)
- Erkölcs és fagylalt (Magvető Kiadó, Budapest, 1966)
- Miért született meg? (Kossuth Kiadó, Budapest, 1975)
- A harmadik kor (Kossuth Kiadó, Budapest, 1976)

Műfordítás
- Camoletti: Négy meztelen férfi (Vidám Színpad, 1993)

Forgatókönyvek
- Esős vasárnap (1962)
- Családi kör (tv-sorozat)

Tv-játékok
- Közbejött apróság (1965)
- Bözsi és a többiek 1–2. (Budapest, 1968–1969)

## Díjai, elismerései
- MTV nívódíj (1975)
- Aranytoll (1997)